# Ryūichi Yamashiro

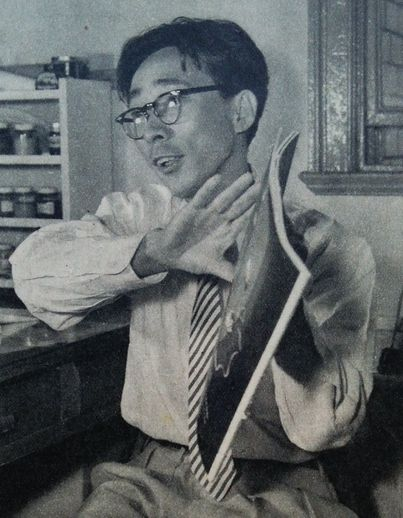
Yamashiro Ryūichi

Ryūichi Yamashiro  (jap. 山城 隆一, Yamashiro Ryūichi; * 10. November 1920 in der Präfektur Osaka, Japan; † 24. März 1997) war ein japanischer Grafiker, Typograf und  Grafikdesigner, spezialisiert auf Gebrauchsgrafik und international bekannt für seine Plakatkunst.

## Leben und Werk
Ryūichi Yamashiro studierte am Städtischen Polytechnikum Osaka (大阪市立工芸学校), das er 1938 abschloss. Er arbeitete eine Zeit für das Warenhaus (Depāto) Hankyū Hyakkaten und machte sich dann 1952 als freischaffender Grafiker selbstständig. Im Jahr 1958 war er für die Farbgestaltung und die Wandmalerei für den japanischen Pavillon auf der Weltausstellung in Brüssel verantwortlich.  Er war als künstlerischer Berater der Chemiewerke Asahi, für Toshiba und für andere Industriefirmen tätig. Er war Gastdozent am Institut für Gestaltung in Kanazawa und einer der Direktoren des Nippon Design Centers.
Im Jahr 1964 wurde sein berühmtestes Plakat: Hayashi-Mori auf der documenta III in Kassel in der Abteilung Graphik gezeigt. Das Plakat Hayashi-Mori hatte er für eine Kampagne zum Schutz der Wälder (Forest Protection Movement) entworfen. Hayashi-Mori bedeutet: „Hain – Wald“. HAP Grieshaber hat das Plakat bei seiner Betrachtung als „das schönste Plakat der Welt“ bezeichnet.
Seine Arbeiten wurden vielfach preisgekrönt, in den Jahren 1957 und 1960 erhielt er unter anderem die Silber- und Bronzemedaille des Art Director Clubs Tokio und danach noch zahlreiche weitere nationale und internationale Auszeichnungen.

## Preise
- Asahi Kōkoku-shō (朝日広告賞, dt. „Asahi-Werbungspreis“)
- Mainichi Designpreis (毎日デザイン賞)[2]
- ADC Gin-Dō-shō (ADC銀・銅賞, dt. „ADC-Silber- und Bronzepreis“)
- Kōkoku Dentsū-shō (広告電通賞, dt. „Dentsū-Preis für Werbung“)
- Verdienstorden am purpurnen Band (1985)
- Orden der Aufgehenden Sonne 4. Klasse (1993)
- u. a.